# Thor Spydevold
Thor Spydevold (Greåker, 15 de agosto de 1944-1 de julio de 2024) fue un futbolista noruego que jugó en la posición de centrocampista. Era el hijo del también futbolista Bjørn Spydevold.

## Carrera

### Club
| Periodo   | Club           |
| --------- | -------------- |
| 1961-1962 | Greåker IF     |
| 1963-1965 | Sarpsborg FK   |
| 1966-1970 | Fredrikstad FK |
| 1971-1974 | Sarpsborg FK   |

### Selección nacional
Debutó con Noruega el 18 de julio de 1968 en una victoria por 4-0 ante Islandia. Jugó en 28 ocasiones con la selección nacional y anotó un gol. Su último partido con la selección nacional lo jugó el 3 de agosto de 1972 en una victoria por 4-1 ante Islandia.

## Logros
- Copa de Noruega (1): 1966